# Abeat Records
Abeat Records is een Italiaans platenlabel voor jazz, waarop voornamelijk platen van en met Italiaans musici uitkomen. Enkele namen: Antonio Zambrini, Roberto Demo, Riccardo Fioravanti, Max De Aloe, Dado Moroni (platen met onder meer Enrico Pieranunzi), Tom Harrell in enkele bezettingen, Alberto Amato, David Liebman met de groep Cues, Michele Franzini, Eberhard Weber (met Simone Guiducci), Lydian Sound Orchestra en een kwartet van Brian Lynch met Michele Franzini.